# Маркитта
«Маркитта» (фр. Marquitta) — французский немой художественный фильм Жана Ренуара, вышедший на экран в 1927 году. В настоящее время фильм относится к категории утраченных, сведения о нём отрывочны и даже затруднительно установить окончательный вариант его сюжета. Первый фильм режиссёра, в котором не принимала участие его жена Катрин Гесслинг.

## Над фильмом работали
Актёрский состав:
| Мари-Луиза Ириб | Маркитта                |
| Жан Анжело      | князь Власко            |
| Анри Дебен      | камергер, граф Дмитриев |
| Люсьен Манчини  | приёмный отец           |
| Пьер Филипп     | директор казино         |
| Пьер Шампань    | таксист                 |
| Симона Сердан   | девушка                 |

Съёмочная группа:
| Роль            | Имя                        |
| --------------- | -------------------------- |
| Режиссёр        | Жан Ренуар                 |
| Авторы сценария | Жан Ренуар, Пьер Лестренге |
| Операторы       | Жан Башле, Рэмон Аньель    |
| Художник        | Робер-Жюль Гранье          |
| Производство    | Les Artistes Réunis        |

## Создание
Финансовая неудача фильма «Нана» 1926 года, снятого по одноименному роману Эмиля Золя, который Ренуар частично сам и финансировал, вынужденно заставила режиссёра перейти к постановке уже чисто коммерческих картин, первой среди которых и стала «Маркитта» снятая в 1927 году. Находясь со своей женой Катрин Гесслинг в тяжёлом материальном положении и вынужденный расплачиваться за долги образовавшиеся в результате неудачного проката фильм последними картинами оставшимися ему от отца Ренуар получил предложение от невестки актрисы Мари-Луиз Ириб, которая вместе с его братом и её мужем Пьером Ренуаром основала кинематографическую фирму Les Artistes Réunis, причём главную роль она предназначала себе. Как позже вспоминал режиссёр это предложение заставило его хорошо задуматься:
Её планы были чисто коммерческими. Она пользовалась поддержкой мощного кинопрокатчика и имела определённое количество залов. Мне она предложила поставить фильм, названный „Маркитта“. Сценарий его написал Лестренгэ, с каким-то добродушным сарказмом собрав все клише и пошлости. Я колебался весь день и всю ночь. Проснувшись утром, я с беспощадной логикой взвесил все „за“ и „против“. Поставить «Маркитту» означало для меня перейти рубеж и войти в коммерческий кинематограф, то есть в кино, где продюсеры и прокатчики сами переделывают сценарии, выбирают актёров и выдают себя за представителей так называемого вкуса публики, который на самом деле представляет собой всего-навсего их собственный вкус.
Оказавшись перед выбором отказаться от создания фильмов наполненных творческими поисками, Ренуар всё-таки был вынужден принять это предложение, что бы выбраться из тяжёлого материального положения: «Я согласился, перейдя таким образом из рядов авангардистского кинематографа в кинопромышленность».
Подтверждением того в каком тяжёлом материальном положении оказался режиссёр является то, что он одновременно раздумывал над предложением полученным от хозяйки нескольких публичных домов снять ряд фильмов, предназначенных для её заведений и которая даже показала ряд образчиков таких фильмов, которые не выходили за рамки порнографии. Ренуар со своим другом Лестренге стали раздумывать над экранизацией произведений маркиза де Сада, однако в конечном итоге Ренуар отказался от этого проекта и принял предложение снимать «Маркитту».
Это картина была первой, в которой не играла его жена Катрин Гесслинг (последняя натурщица Огюста Ренуара), и над которым он работал «ради собственного успеха, а не успеха своей спутницы». В конечном итоге считается, что именно отказ его от использования Гесслинг, которую позже Андре Базен назвал «настоящей царицей немых произведений Ренуара» в последующих фильмах привёл к окончательному их разрыву.
Съёмки проходили в студийных павильонах компании Gaumont в Париже и на открытом воздухе в Ницце. Для съёмок картины был построен макет станции метро «Барбесс», который, отражаясь в зеркале, создавал на экране иллюзию «натуральной величины». При этом актёры исполняли свои роли, придерживаясь «меток», соответствовавших контурам этого макета, который находился перед ними. По мнению Франсуа Трюффо это был вариант «Пиктографа», который должен был частично разрешить проблему дорогостоящих декораций режиссёра Абеля Ганса, известного своими новаторскими техническими киноприспособлениями и идеями.
Премьера фильма прошла 13 сентября 1927 года в парижском кинотеатре Обер-Палас. Относительный успех фильма и его последствия для его творчества  Ренуар выразил следующим образом: «После „Маркитты“, которая не наделала шума, но принесла деньги, я думал, что окончательно приобщился к профессии кинорежиссёра».

## Сюжет
В связи с тем, что этот фильм был утерян, то Франсуа Трюффо при обзоре фильмографии Ренуара приводит несколько вариантов его краткого содержания. Так, согласно резюме картины, который продиктовал ему в 1949 году сценарист Пьер Лестренге по сюжету русский князь живёт с докучливой любовницей, связь с которой уже начинает его утомлять.  Однажды, проходя вместе с ней возле станции метро «Барбесс», он видит уличную певичку в стиле Эдит Пиаф и говорит своей любовнице (которая в тот день особенно допекла его своими прихотями): «Не думай, что ты незаменима. Держу пари, что меньше чем за год я сделаю из этой нищенки звезду». В конце концов князь успешно осуществляет свой замысел, но при этом выясняется, что новоиспечённая звезда, став его любовницей, оказывается ещё более несносной, чем его предыдущая пассия, в связи с чем в конце концов князь бросает её и возвращается к своей прежней любовнице, которая великодушно прощает его, забывая старые обиды.
По другой версии фильма, которую Трюффо нашёл в архиве Андре Базена и записанной на карточке, содержание сюжета заметно отличается от изложения Лестренге. Согласно этому варианту ленты князь обращает внимание на маленькую уличную певичку и делает своей любовницей, стараясь привить её светские манеры и вкус, что в конце-концов успешно удаётся. Но её приемный отец, крадёт у своего благодетеля огромный сапфир, и князь прогоняет также и ни в чём не повинную Маркитту. Позже она становится знаменитой, исполняя в шикарных увеселительных заведениях песни предместья откуда она родом. Однажды в ансамбле русских танцоров, с которым она выступает, она видит разорившегося князя, изгнанного с родины революцией. Украденный сапфир теперь спасает князя от нищеты и обеспечивает счастье и благосостояние любовников.
Кроме того Трюффо цитирует и третью версию сюжета фильма, которая изложена историком кино Клодом Бейли в его брошюре «Жан Ренуар» (коллекция «Альбомы диапозитивов»):
Наследный принц Декарлии, отправившийся развлечься в Париж, влюбляется в уличную певичку Маркитту. Несмотря на робкие возражение своего камергера, он едет с ней кутить на Ривьеру. В Канне они вызывают скандал. Появление на сцене отца певички, оказавшегося коварным бандитом, династическое наследство — корона Славонии — соблазн, которым не следует пренебрегать, поспешное возвращение на родину принца, измученного капризами своей красивой содержанки, дворцовый переворот и изгнание героя, в то время как Маркитта, напротив, добивается успеха и признания, их встреча в Ницце, погоня на машине по горной дороге — таковы перипетии и повороты сюжета, развертывающиеся у нас на глазах.